# Astacosia oblonga
Astacosia oblonga är en fjärilsart som beskrevs av De Toulgoët 1955. Astacosia oblonga ingår i släktet Astacosia och familjen björnspinnare. Inga underarter finns listade i Catalogue of Life.